# ふるり
『ふるり』は、2004年に制作された日本映画。
監督は小出正雪。
2005年、韓国のプチョン・ファンタスティック映画祭においてチケット売上げ1位となった（読売新聞2005年8月14日都民版より）。
2009年、12月、台湾にて劇場公開。
2011年、「お蔵出し映画祭」のコンペティション部門にノミネートされて、観客賞を受賞した。
2012年、「第一回みやこほっこり映画祭」（岩手県宮古市・2012年11月23日～）にて上映された。

## ストーリー
28歳の派遣OL・千奈津（小山田サユリ）は、子供の頃からの「夢」に破れて、毎日を流されて生きていた。そんなある日、「なぞなぞに答えたら、千奈津の夢を叶えてあげるよ」と、千奈津の前に現れた不思議の少年（本郷奏多）が、退屈な日々を変えていってしまう・・・。

## キャスト
- 千奈津役 - 小山田サユリ
- 少年役 - 本郷奏多
- 涼子役 - 伊藤裕子
- 北岡役 - 国生さゆり
- 河原のおじさん役 - マイク眞木